# Нюрбург (замок)
Нюрбург (нем. Nürburg) — средневековый замок на высоком холме над одноимённой общине к югу от города Аденау, в районе Арвайлер, в земле Рейнланд-Пфальц, Германия. По своему типу относится к замкам замкам на вершине. Значительная часть комплекса лежит в руинах.

## Расположение
Замок расположен на скалистом холме на высоте 676,5 метров над уровнем моря. Основание комплекса служит конус их вулканических пород. У южного подножия холма находится северная петля знаменитой гоночной трассы Нюрбургринг.

## История

### Ранний период

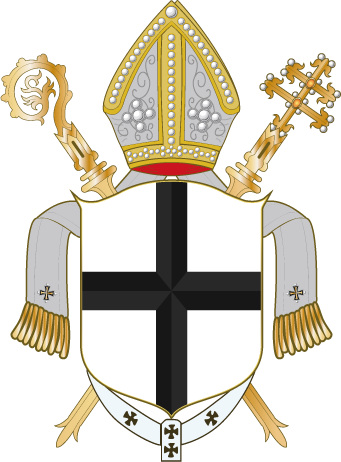
Герб Кельнского курфюршества

Комплекс впервые упоминается в документе 1166 года под названиями Noureberg или Mons Nore. Однако вполне вероятно, что ещё во времена Римской империи здесь уже была построена сторожевая башня. С неё легионеры могли подавать сигналы, обеспечивая безопасность важной римской дороги, проходящей через регион Айфель.
Фактическим строителем Нюрбурга счиатется граф Ульрих фон Аре, имя которого указано в документах 1169 года. Однако первые укрепления на горе скорее всего начал возводить ещё его отец Дитрих I фон Аре. Потомки Ульриха именовали себя «дворянами фон Нюрбург унд Аре». Этот род находился в вассальной зависимости от архиепископов Кёльна, а также императоров Священной Римской империи из династии Гогенштауфенов.
К 1290 году род фон Нюрбург унд Аре пресёкся по мужской линии. В итоге замок перешёл в непосредственную собственность Кельнского курфюршества. С этого времени крепостью и окружающими землями управлял назначенный в архиепархии фогт или кастелян.
По распоряжению курфюрстов началась модернизация и реконструкция замка. Работы проводились в несколько этапов. Первоначально была построена сравнительно небольшая прямоугольная крепость. Стены и башни возведены в период с 1340 по 1369 годы. Строительством руководил амтманн Йоханн фон Шлейден. Изначальный замок стал цитаделью, вокруг которой на втором этапе построили внешнее кольцо каменных укреплений. В XV веке появилось третье кольцо внешних стен. Таким образом Нюрбург превратился в мощную крепость, ставшую практически неприступной.

### Эпоха Ренессанса
Сохранились письма, направленные в XVI веке управляющими замком в канцелярию архиепископа, в которых говорилось об обветшавших стенах, требующих серьёзного ремонта. В конце концов в епархии выделили нужные средства для приведения крепости в хорошее состояние. В последующем ремонт проводился ещё несколько раз.

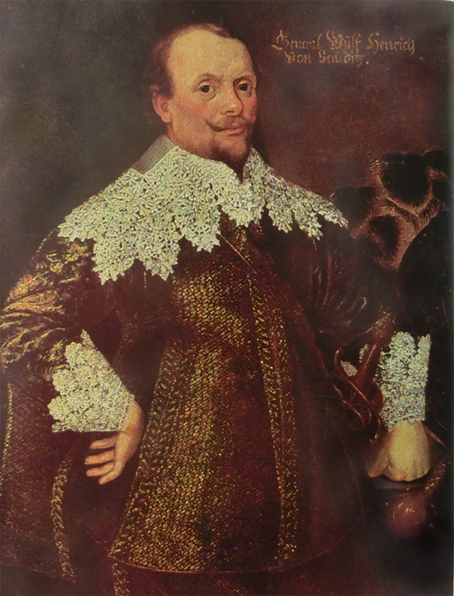
Генерал Баудиссин, Вольф Хайнрих фон

Во время Тридцатилетней войны Нюрбург, принадлежавший сторонникам Католической лиги, был захвачен и разграблен шведскими войсками. Армией протестантов командовал генерал Хайнрих фон Баудиссин из известного силезского рода фон Баудиссин. Это произошло в 1633 году. Лишь 1674 году, через 16 лет замок завершения войны, императорский гарнизон вновь смог занять крепость.
В 1689 году во время вторжения французской армии в ходе Войны Аугсбургской лиги королевские солдаты полностью разрушили комплекс. С той поры замок не восстанавливался в прежнем виде. Проводились лишь частичные ремонтные работы.

### XVIII век
Сохранившиеся части крепости первоначально служили тюрьмой. Однако из-за воздействия осадков продолжилось обрушение стен и перекрытий. В итоге в 1752 году комплекс уже нельзя было использовать для содержания заключённых. Замок оказался заброшен. В течение нескольких десятилетий проживавшие вокруг крестьяне использовали Нюрбург как склад бесплатных стройматериалов. Они постепенно разбирали стены и вывозили каменные блоки для возведения собственных хозяйственных построек.

### XIX век
В 1818 году контроль над крепостью восстановили власти королевства Пруссия. Однако новые собственники не стали восстанавливать или модернизировать крепость. Остатки высоких сооружений стали использоваться как Геодезический пункт и для подачи сигналов с помощью оптической связи. На одной из башен разместили специальное оборудование. Для лучшей видимости была снесена часть внешних стен. Сегодня об их существовании можно судить лишь по фундаментам.

### XX век

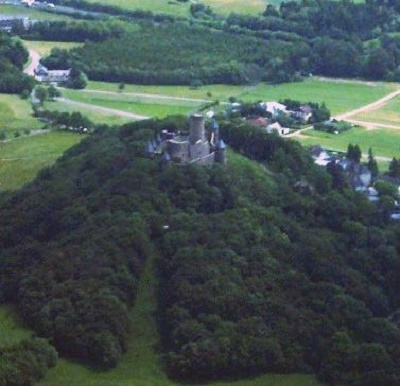
Вид замка с высоты птичьего полёта

В 1920-е годы власти Германии произвели работы по консервации руин, чтобы предотвратить окончательное разрушение тех частей замка, которые ещё оставались. Однако серьёзного ремонта так и не случилось.
После завершения Второй мировой войны руины крепости представляли собой печальное зрелище. В 1949 году Нюрбург перешёл во владение Государственного управления по сохранению памятников Рейнланд-Пфальца. Иногда эта организация именуется как «Общество замков, дворцов и древностей Рейнланд-Пфальца». Началось частичное восстановление крепости. Одновременно внутри проводились археологические раскопки, позволившие собрать богатый материал о прошлом Нюрбурга. Ремонт и консервация руин происходили в два этапа: с 1968 по 1974 год и с 1988 по 1989 годы.

### XXI век
В 2014 года власти выделили значительные средства для тщательного ремонта сохранившейся исторической каменной кладки. С мая 2016 года директором крепости является Ханс-Петер Хоффманн.

## Современное использование
Замок открыт для посещения в течение всего года. Вход внутрь платный. 20-метровый бергфрид используется как смотровая башня. С её высоты открываются прекрасные виды на долину, окружающие земли и гоночную трассу «Нюрнбергринг».
В 1954 году муниципалитет коммуны Нюрбург построил на северной стороне замковой горы подъемники и трамплин. В зимнее время здесь действует горнолыжный курорт.

## Описание
Замок имеет вытянутую форму с запада на восток. Единственный вход в комплекс находился с восточной стороны по разводному мосту. От защищавшего походы к нему форбурга ничего не осталось. Сохранившиеся башни внешнего контура стен укрыты конусообразными крышами. Бергфрид расположен практически в центре крепости. При входе имеется небольшая экспозиция, посвящённая истории Нюрбурга.

## Галерея

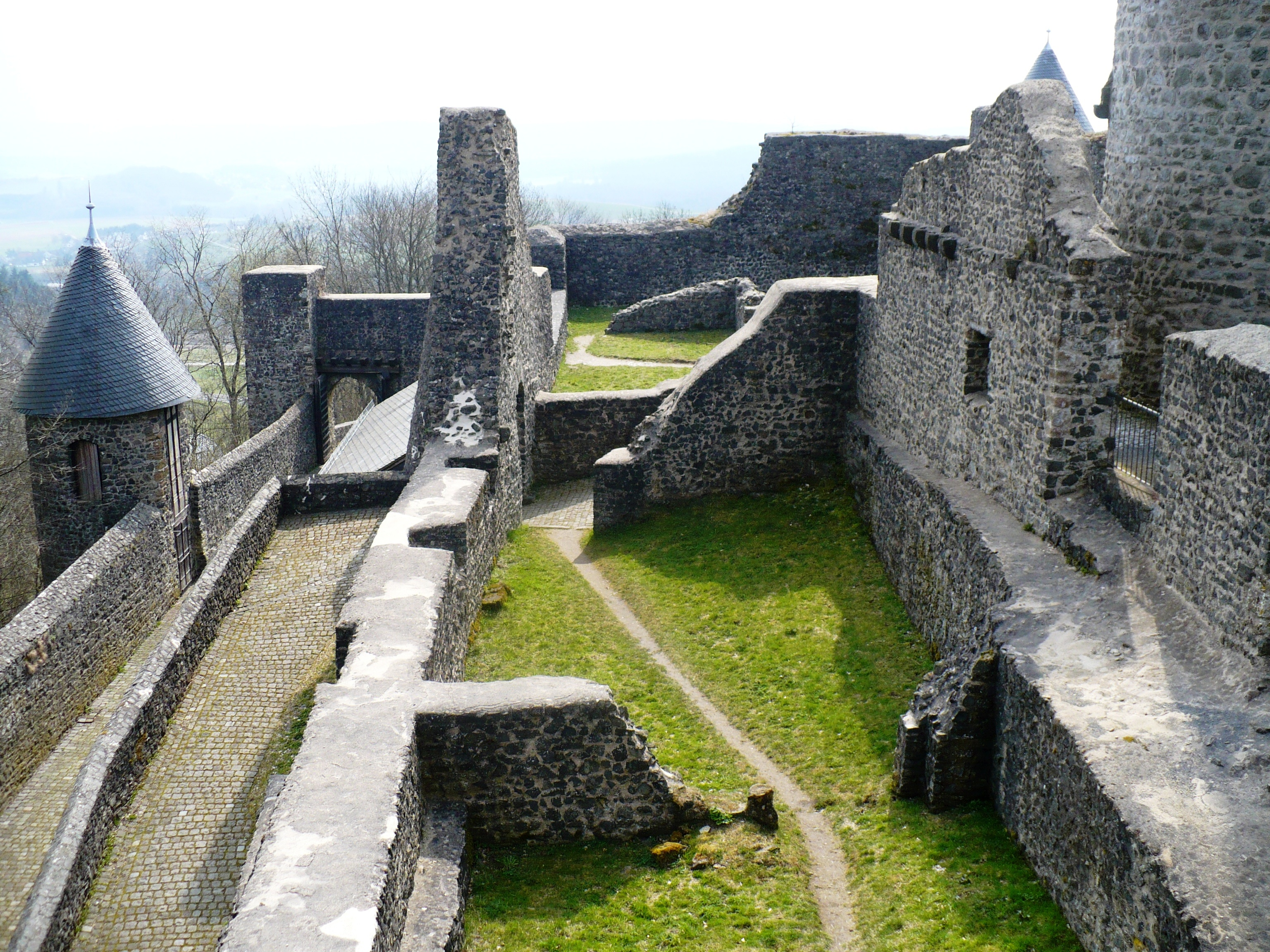
Три ряда стен замка
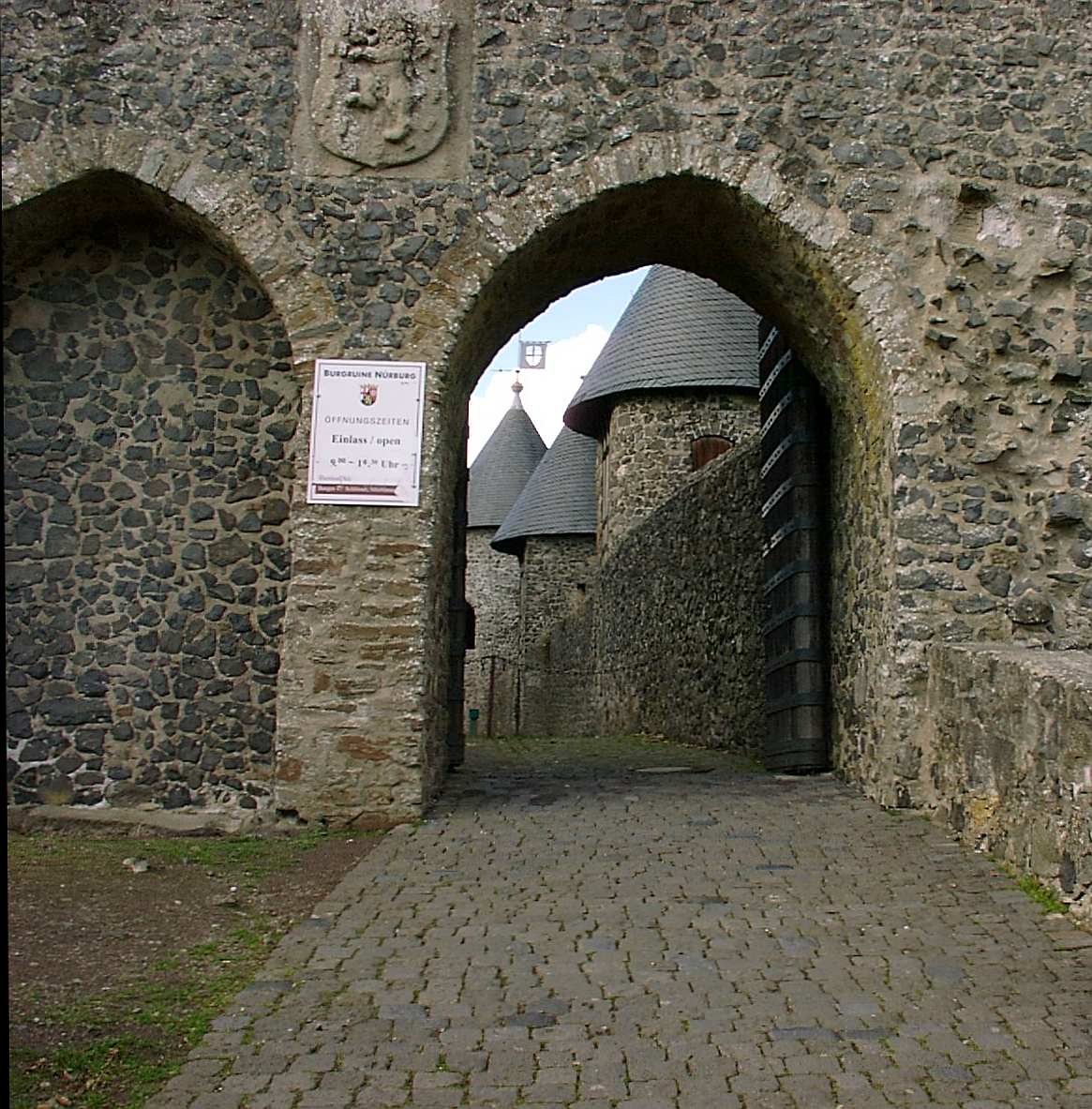
Вход в замок
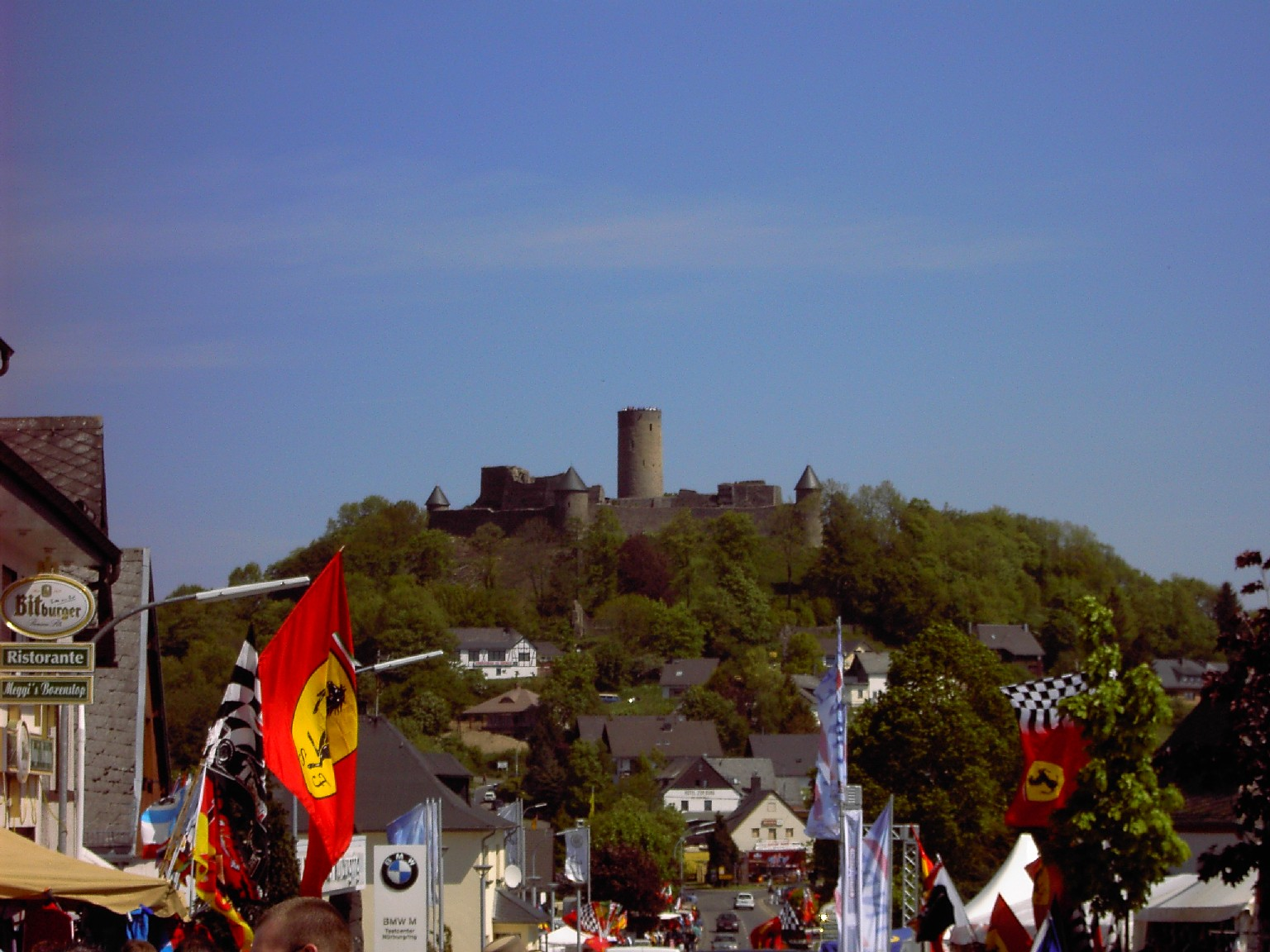
Вид замка со стороны деревни
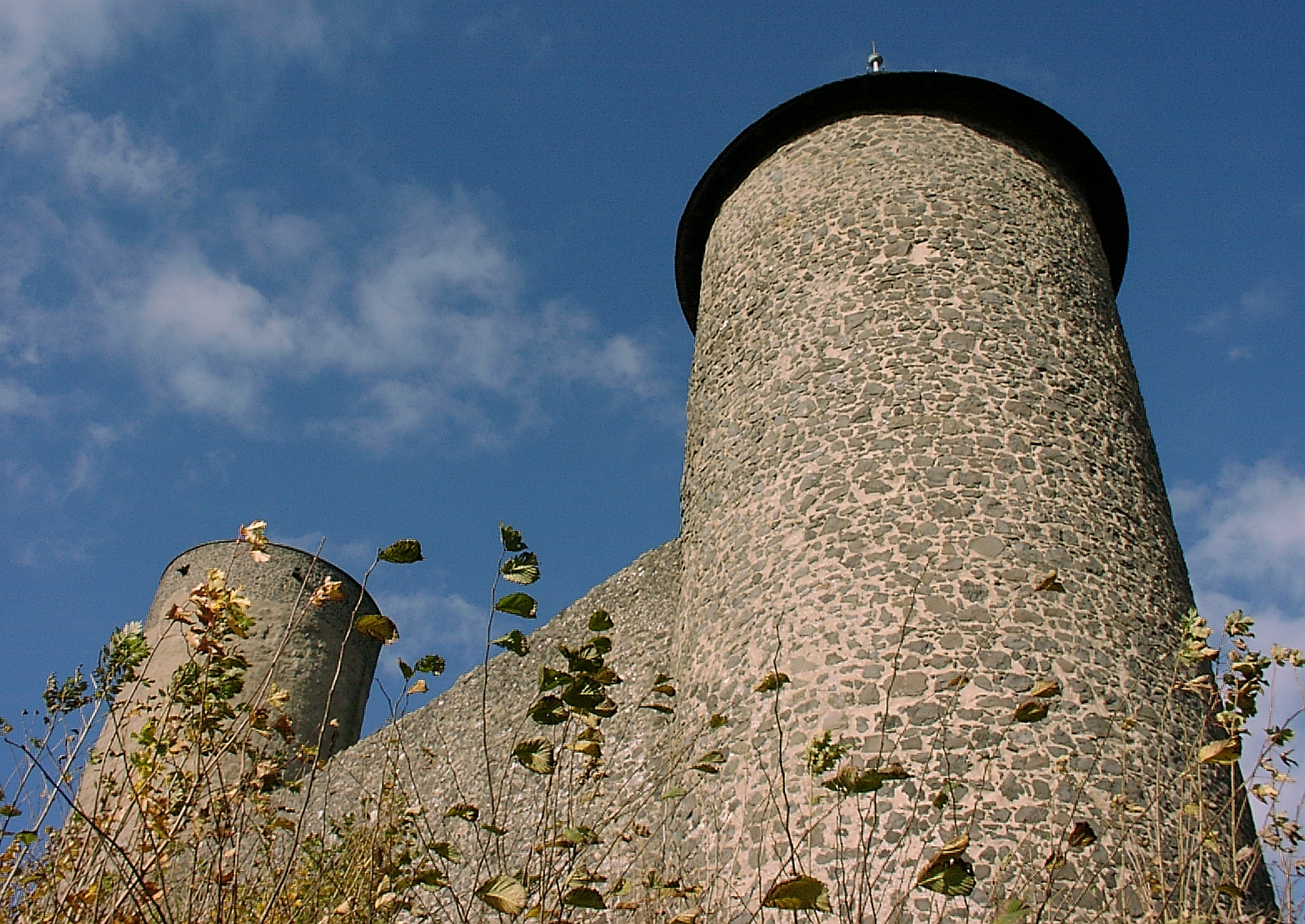
Башни замка
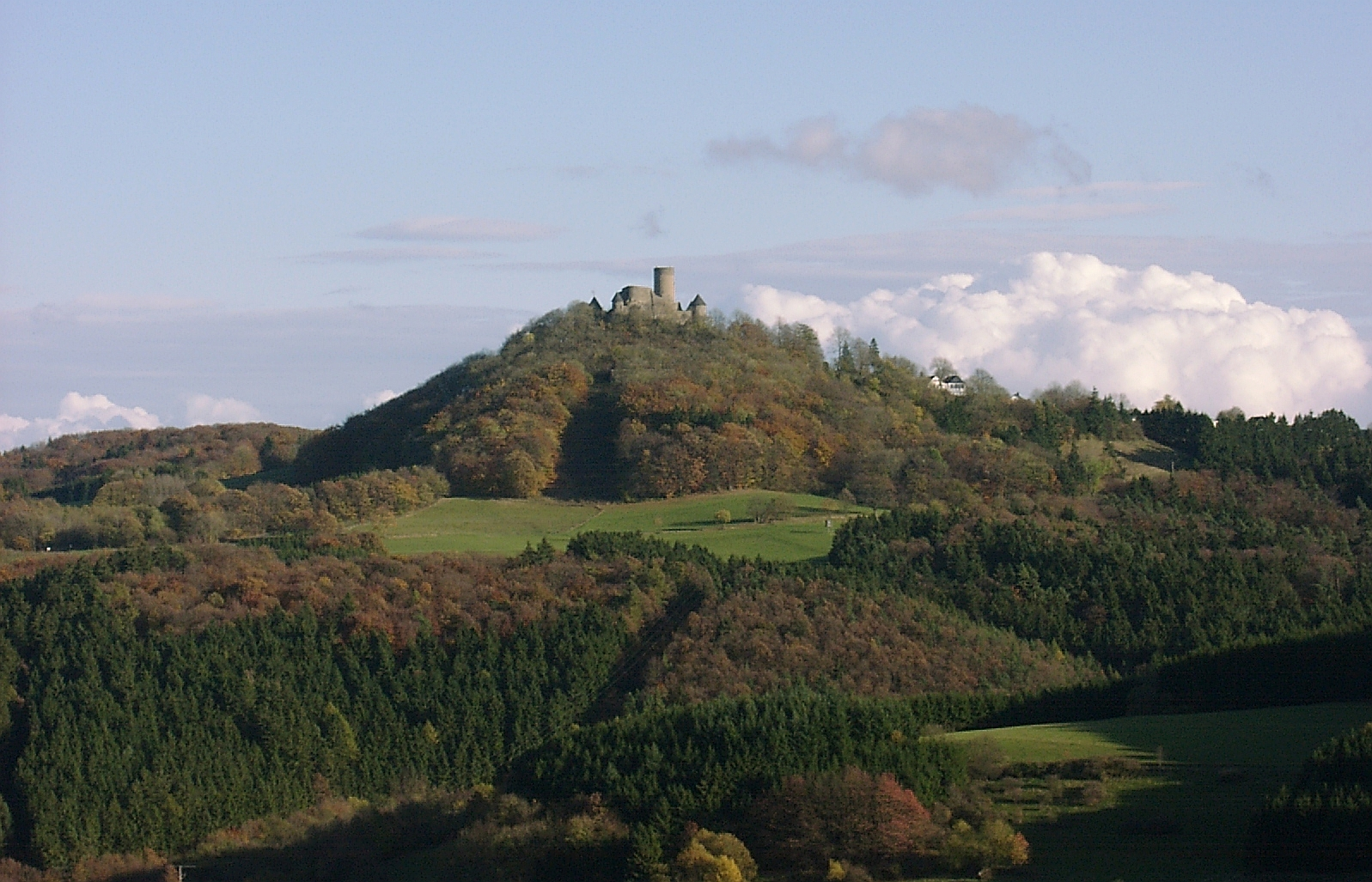
Вид замка на фоне окружающих лесов